# Allium macrostemon
Allium macrostemon är en amaryllisväxtart som beskrevs av Aleksandr Andrejevitj Bunge. Allium macrostemon ingår i släktet lökar, och familjen amaryllisväxter. Inga underarter finns listade i Catalogue of Life.

## Bildgalleri

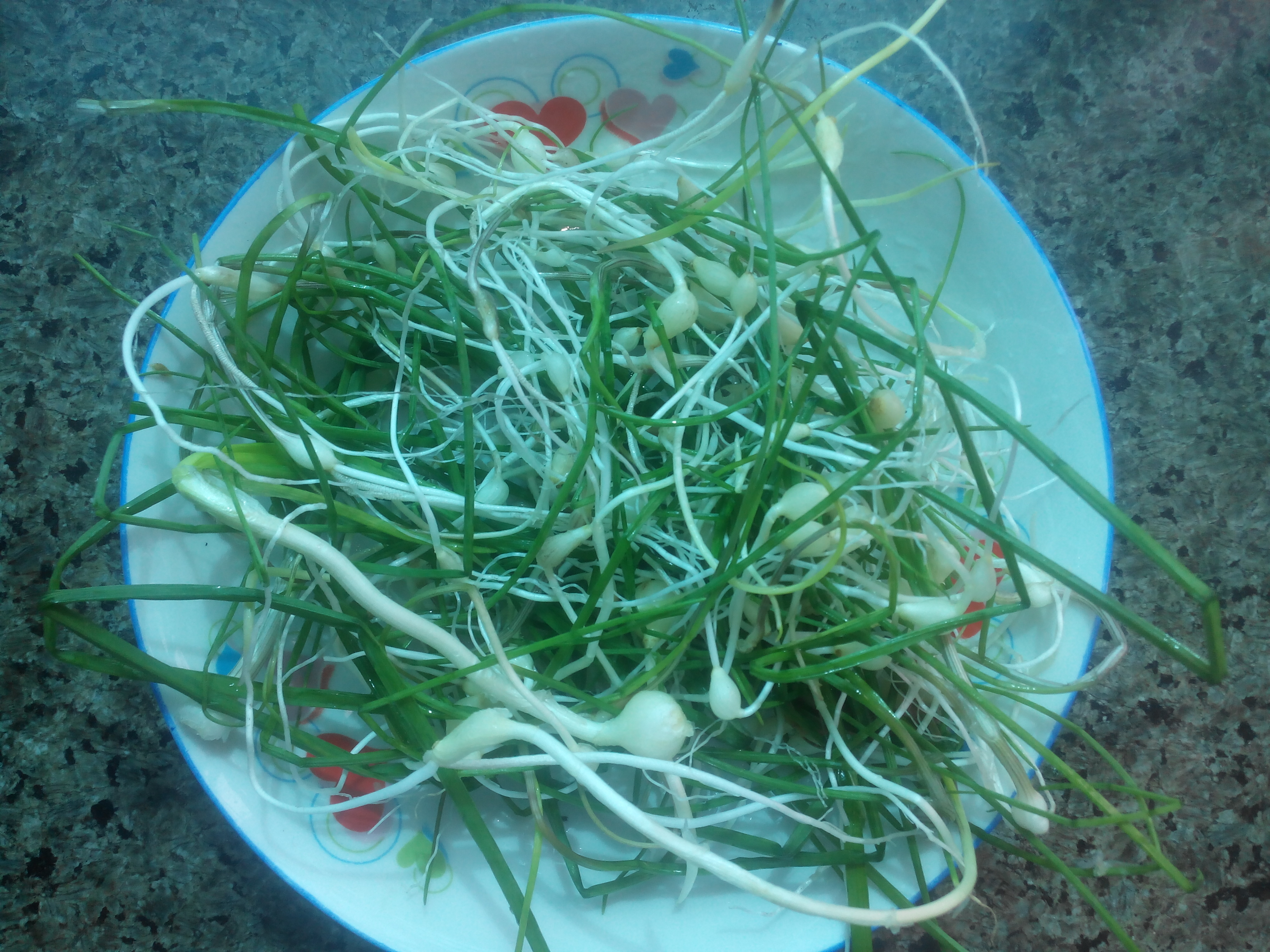
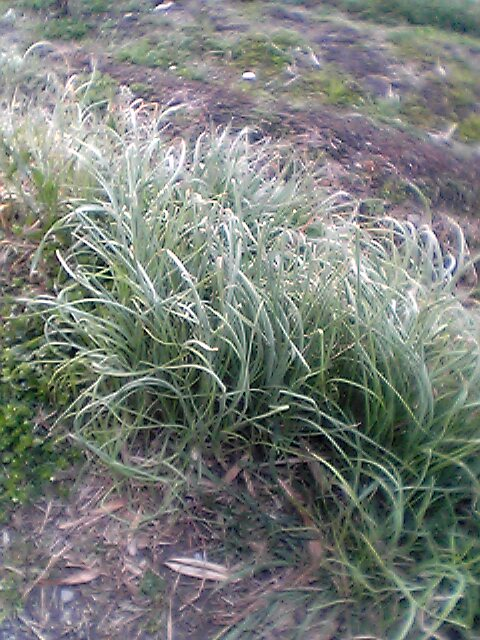